# N67 (Ierland)
De N67 is een nationale secundaire weg in Ierland.
De weg begint in Kilcolgan in County Galway en loopt via County Clare en de veerdienst over de Shannon naar Tarbert in County Kerry. Op zijn weg passeert hij onder meer Kinvara, de Burren, Ballyvaughan, Corkscrew Hill, Lisdoonvarna, Ennistymon, Lahinch, Milltown Malbay, Quilty, Doonbeg, Kilkee, Kilrush, Killimer en de Veerdienst Killimer-Tarbert.

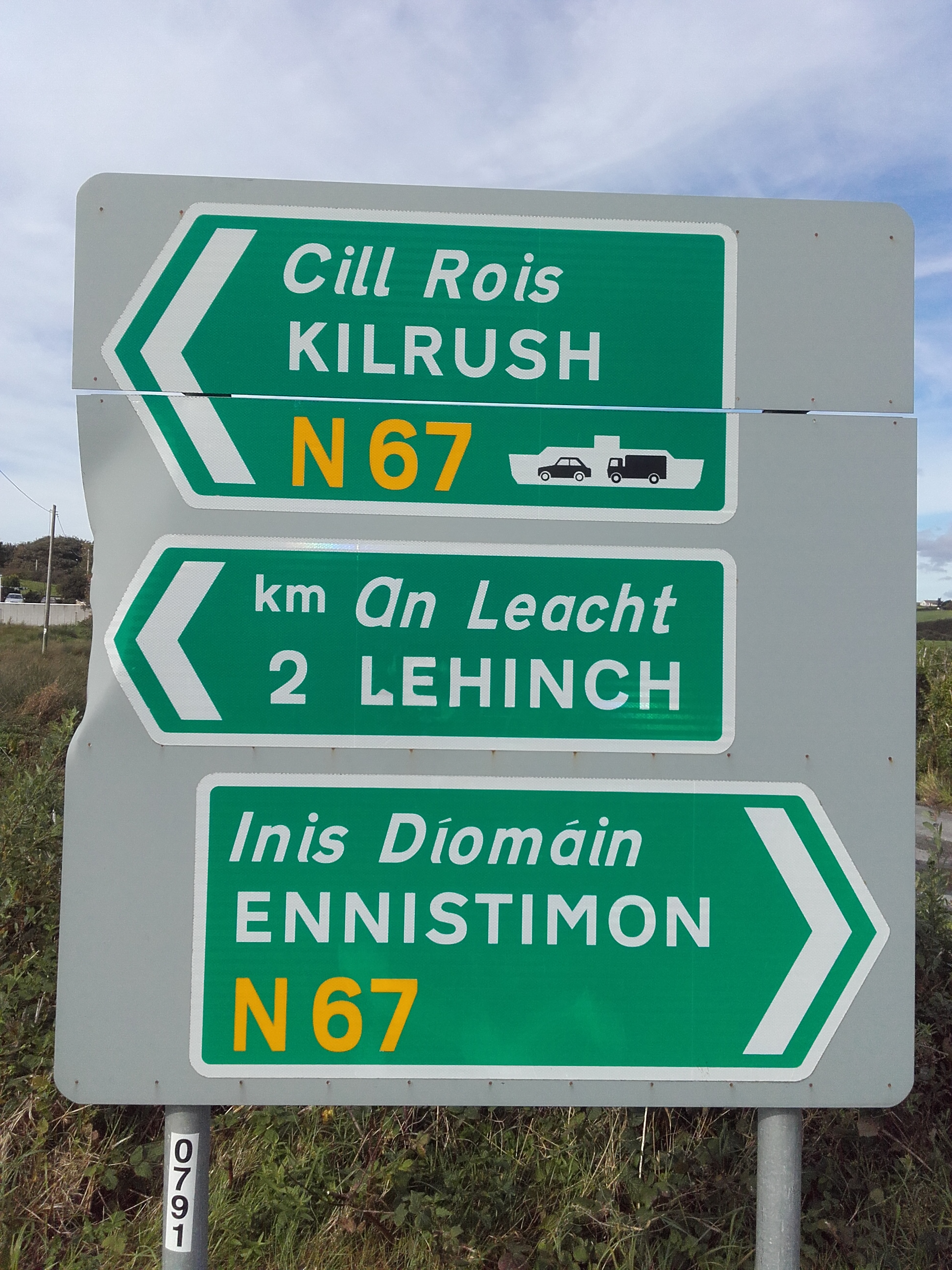